# Herzogtum Sachsen-Lauenburg
Das Herzogtum Sachsen-Lauenburg war ein seit 1296 reichsunmittelbares Fürstentum im äußersten Südosten des heutigen Schleswig-Holsteins mit dem territorialen Schwerpunkt in dem heutigen nach ihm benannten Kreis Herzogtum Lauenburg. Das Herzogtum entstand 1296 durch Teilung des Rest-Herzogtums Sachsen. Von 1296 bis 1689 wurde das Herzogtum von den Askaniern regiert, die dort eine eigene Linie bildeten. Residenzorte des Herzogtums waren Lauenburg und später auch Ratzeburg, da durch den Westfälischen Frieden 1648 das Hochstift Ratzeburg an Sachsen-Lauenburg übergegangen war, dessen Bischöfe nach der Reformation meist aus dem Haus Mecklenburg gestammt hatten.
Neben dem Kernterritorium um Lauenburg und Ratzeburg gehörten zeitweise auch andere Territorien hinzu, wie das Land Hadeln im Elbmündungsgebiet, im heutigen Landkreis Lüneburg das Amt Neuhaus nördlich der Elbe und die Elbmarschen mit Bleckede und Artlenburg, die Stadt Bergedorf mit den Vierlanden (heute zu Hamburg) sowie das Land Wehningen, das 1291/1376 an Mecklenburg fiel.
Nach dem Deutsch-Dänischen Krieg 1864 übernahmen Preußen und Österreich in einem Kondominium die Herrschaft in Lauenburg, Schleswig und Holstein. Im Vertrag von Gastein vom 14. August 1865 überließ Österreich dem König von Preußen das Herzogtum Lauenburg gegen eine Zahlung von 2,5 Millionen Taler. Mit der Eingliederung in die preußische Provinz Schleswig-Holstein endete 1876 die Geschichte des Herzogtums.

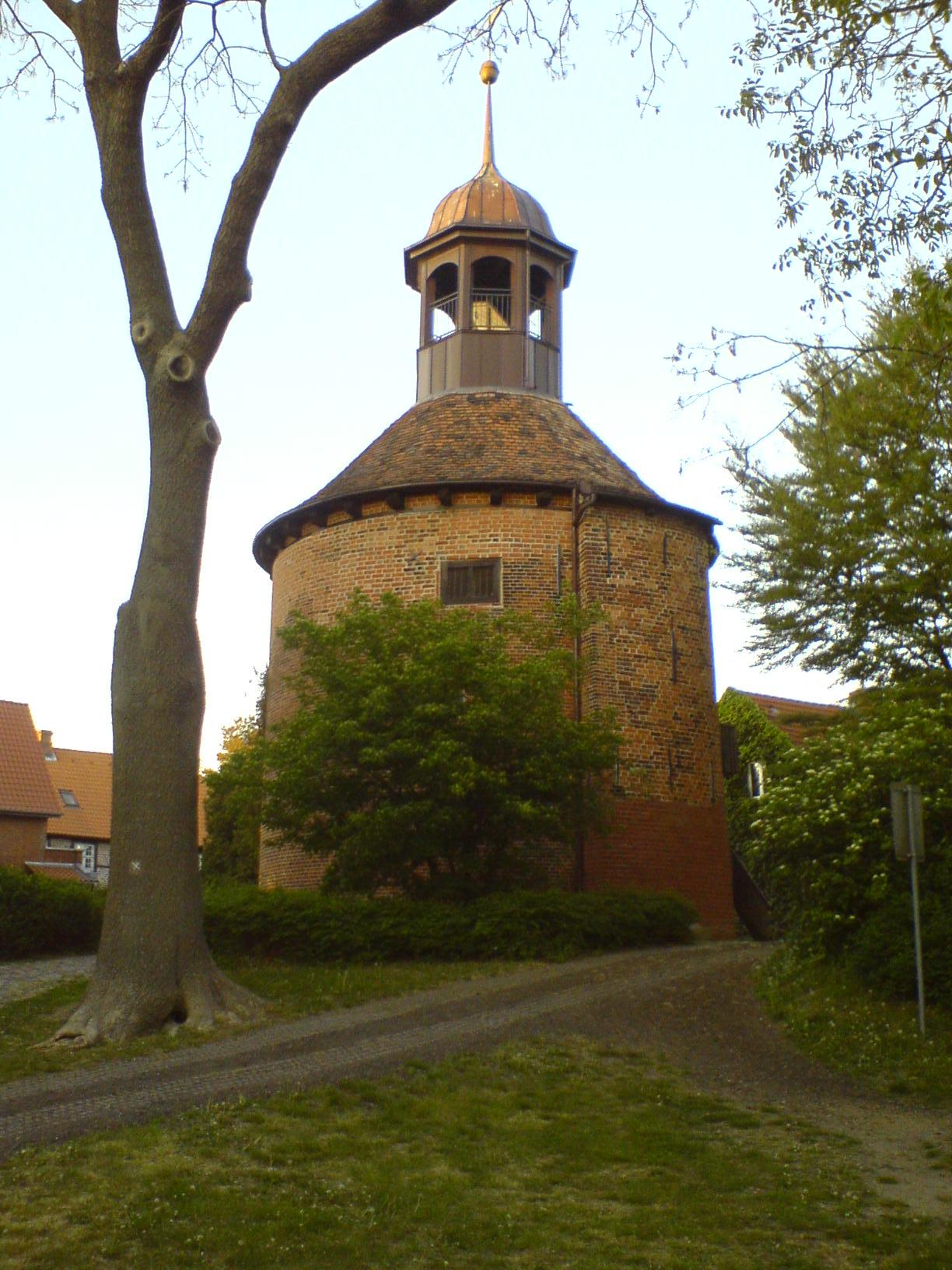
Turm des Lauenburger Schlosses

## Regierende Dynastien
Regierendes Herzogsgeschlecht waren bis 1689 die Askanier, danach war das Herzogtum durch Personalunion erst mit dem Kurfürstentum Hannover (1689–1803), dann dem Königreich Dänemark (1814–1864) und schließlich Preußen (1865–1876) verbunden. 1876 wurde das Herzogtum als Kreis Herzogtum Lauenburg in die preußische Provinz Schleswig-Holstein eingegliedert.

## Stellung im Reich
Als einer der Rechtsnachfolger des alten Stammesherzogtums Sachsen besaß das Herzogtum Lauenburg in seiner Anfangsphase Lehnshoheitsrechte gegenüber der nordelbischen Grafschaft Holstein sowie im mittleren Weserraum, die aber in späterer Zeit nicht mehr durchgesetzt werden konnten bzw. verkauft wurden. In Konkurrenz zu dem durch die Teilung 1296 ebenfalls entstandenen Herzogtum Sachsen-Wittenberg kämpften die Lauenburger Herzöge vergeblich um die Kurwürde. Dieser Kampf wiederholte sich nach dem Aussterben der Askanier in Sachsen-Wittenberg im Jahre 1422, diesmal in Konkurrenz zu den Wettinern aus der Markgrafschaft Meißen.

## Wirtschaftliche Grundlagen
Wirtschaftliches Rückgrat des Herzogtums war die Landwirtschaft. Daneben profitierte aber das Land auch von seiner Lage im Städtedreieck Hamburg, Lübeck und Lüneburg. Der Transithandel zwischen diesen Städten verschaffte den Herzögen erhebliche Zolleinnahmen. Von großer Bedeutung war dabei der Salzhandel zwischen der Salzstadt Lüneburg und dem Ostseehafen Lübeck. Der Salztransport erfolgte auf dem Land- (heute als „Alte Salzstraße“ bezeichnet) vor allem aber auf dem Wasserwege. Zu diesem Zweck wurden die Flüsse Stecknitz und Delvenau von 1392 bis 1398 zum sogenannten „Stecknitzkanal“ ausgebaut, einer der ältesten künstlichen Wasserstraßen Europas. Die damals errichtete Palmschleuse gilt als älteste Kammerschleuse des Kontinents. Allerdings konnten die hohen Zolleinnahmen die finanziellen Aufwendungen der Herzöge insbesondere für ihren Kampf um die Kurwürde nicht ausgleichen, so dass das Herzogtum permanent am Rande des Staatsbankrotts stand und immer zahlreiche Ortschaften an die Hansestadt Lübeck als Exklaven verpfändet waren. Dies gilt insbesondere für die Stadt Mölln, die von 1359 bis 1683 in lübscher Hand war.

## Geschichte des Herzogtums

### Mittelalter (bis 1296)
Im 7./8. Jahrhundert besiedelte der Teilstamm der Polaben des slawischen Großstammes der Abodriten, aus Osteuropa oder vom Balkan kommend, den Nordteil des heutigen Kreises Herzogtum Lauenburg. Der Südteil des Kreises, die sogenannte „Sadelbande“, gehörte dagegen zum sächsischen Einflussbereich und war zu dieser Zeit weitgehend unbesiedelt. Im Jahr 804 überließ Karl der Große den verbündeten Abodriten das ganze sächsische Nordalbingien, um eine Pufferzone gegen die Dänen unter ihrem Anführer Göttrik einzurichten. Nach der Niederlage der Abodriten 810 änderte Karl seine Politik und machte Nordalbingien zum Teil seines Fränkischen Reiches. Die Abodriten mussten sich auf ihr angestammtes Siedlungsgebiet zurückziehen. An der Grenze zwischen sächsischem und slawischem Siedlungsgebiet richtete Karl den sogenannten Limes Saxoniae ein, der vom heutigen Lauenburg bis zur Kieler Förde reichte und mitten durch das heutige Kreisgebiet verlief.
Danach setzte die sächsische Kolonisationswelle in der Sadelbande (Südkreis) ein, an der auch Slawen beteiligt wurden. Im Jahr 1062 wurde dann Ratzeburg als „Racesburg“ erstmals erwähnt. Die eigentliche Ratzeburg wurde zu Beginn des 11. Jahrhunderts vom Polabenfürsten Ratibor (Kurzname „Ratse“) begründet. Vier Jahre später kam es zum Martyrium des Ansverus. Der Welfe Heinrich der Löwe richtete im Jahr 1142 auf dem Siedlungsgebiet der Polaben die Grafschaft Ratzeburg ein, die den Nordteil des heutigen Kreises Herzogtum Lauenburg und Teile des westlichen Mecklenburgs umfasste. Er belehnte Heinrich von Badewide mit der Grafschaft. 1154 gründete Heinrich der Löwe auch das Bistum Ratzeburg; erster Ratzeburger Bischof war Evermod.
Im Jahr 1180 wurde Heinrich der Löwe auf dem Reichstag zu Gelnhausen durch Kaiser Friedrich I. Barbarossa aller seiner Lehen verlustig erklärt und er wurde als Herzog von Sachsen abgesetzt. Heinrich musste nach einem Bürgerkrieg, der bis 1182 dauerte, ins Exil gehen. Der Askanier Bernhard I. von Anhalt erhielt daraufhin das Herzogtum (allerdings ohne Westfalen) zum Lehen. Bernhard I. errichtete dann 1182 die Lauenburg. Im Jahr 1201 gerieten ganz Nordelbien und das nördliche Mecklenburg nach der Schlacht bei Waschow unter dänische Herrschaft; auch die Lauenburg wurde von den Dänen erobert.
Die Grafen von Schwerin erhielten 1204 als Belohnung für ihre Unterstützung der dänischen Expansion von den Dänen alle Gebiete der Grafschaft Ratzeburg östlich der heutigen schleswig-holsteinisch-mecklenburgischen Grenze. Dafür wurde die Sadelbande, die bisher immer der direkten Kontrolle der sächsischen Herzöge unterstanden hatte, der Grafschaft angeschlossen. Damit waren der Nord- und der Südteil des heutigen Kreises Herzogtum Lauenburg erstmals administrativ vereint.

Gebiet des neuen Herzogtums um 1235, damals noch geteilt in das Gebiet zwischen Lauenburg und Ratzeburg und den Teil Hadeln um Otterndorf

Nach der Schlacht bei Bornhöved im Jahre 1227 endete die dänische Herrschaft in Norddeutschland. Da das Grafengeschlecht von Ratzeburg ausgestorben war, konnten die Askanier als Herzöge von Sachsen – und damit als Lehnsherren – die Grafschaft Ratzeburg als erledigtes Lehen einziehen. Im Jahr 1235 schuf Kaiser Friedrich II. das neue welfische Herzogtum Braunschweig-Lüneburg, wodurch die Position der Askanier deutlich geschwächt wurde. Im Jahre 1260, nach dem Tode ihres Vaters Albrechts I., übernahmen die Brüder Johann I. und Albrecht II. gemeinsam die Herrschaft.

### Die askanische Zeit (1296–1689)
1296 teilten Albrecht II. und seine drei Neffen, die Söhne Johanns I., das Herzogtum Sachsen in die Herzogtümer Sachsen-Lauenburg und Sachsen-Wittenberg. Nachdem er bereits zuvor mit seinem Bruder Johann eine entsprechende Gebietsteilung (ohne jedoch das Herzogtum offiziell zu teilen) vorgenommen hatte, übernahm Albrecht die Herrschaft in Sachsen-Wittenberg. Johann II., Erich I. und Albrecht III. erhielten Sachsen-Lauenburg. Dies ist das eigentliche Gründungsdatum des Herzogtums Sachsen-Lauenburg.

Wappen Sachsen-Lauenburgs während der askanischen Zeit

Im Jahr 1305 teilten die drei Brüder nach acht Jahren gemeinsamer Regierung ihr Herzogtum auf. Johann II. übernahm den Bergedorf-Möllner Anteil (Bergedorf-Möllner Linie), Erich I. und Albrecht III. erhielten den Ratzeburg-Lauenburger Anteil (Ratzeburg-Lauenburger Linie).
1314 war der Höhepunkt des Streites um die noch gewohnheitsrechtliche Kurwürde zwischen Sachsen-Lauenburg und Sachsen-Wittenberg. Dadurch, dass beide Herzogtümer die Kurstimme bei der deutschen Königswahl wahrnahmen, kam es zur Doppelwahl (Stimmverhältnis 4:5) des Habsburgers Friedrich des Schönen und des Wittelsbachers Ludwig des Bayern. Lauenburg stimmte dabei für Ludwig.
1349 nahm Sachsen-Lauenburg noch einmal an einer Königswahl teil. Durch seine (umstrittene) Stimme erhielt Günther von Schwarzburg die vierte Stimme und damit eine Mehrheit. Es kam zum Landfriedensbündnis mit Lübeck und Hamburg gegen den aufsässigen und räuberischen Adel. Zahlreiche befestigte Adelssitze wurden zerstört. Die lauenburgischen Adelsfamilien, zu deren ältesten die Wackerbarth und Schack zählten, schlossen sich seit dem Spätmittelalter in der Lauenburgischen Ritter- und Landschaft zusammen.
Durch die Goldene Bulle Karls IV. im Jahre 1356 wurde die Kurwürde institutionalisiert und kam zu Sachsen-Wittenberg.
1359 wurde Mölln an Lübeck verpfändet. 1392 wurde mit dem Bau des Stecknitzkanals begonnen, der 1398 vollendet wurde.
Nach dem Tod des kinderlosen Erich III. aus der Bergedorf-Möllner Linie konnte Erich IV. aus der Ratzeburg-Lauenburger Linie das Herzogtum 1401 wieder vereinen.
Nach dem Ende des erfolglosen Krieges gegen Hamburg und Lübeck (1401–1420) verlor das Herzogtum mit dem Vertrag von Perleberg die Vierlande und die Stadt Bergedorf an die beiden Städte.
Mit dem Tod von Albrecht III. im Jahr 1422 starben die Askanier in Sachsen-Wittenberg (Kurfürstentum Sachsen) aus. Mit dem Anspruch des lauenburgischen Herzogs Erich V. auf das Erbe kam es zu einem Kampf um die Kurwürde, diesmal gegen die Wettiner unter Friedrich I.
Der König Sigismund verlieh 1423 das Kurfürstentum Sachsen an die Wettiner (der Name „Sachsen“ wanderte dadurch in die heutige Region Sachsen). Die Lauenburger Herzöge erhielten jedoch ihren Anspruch weiter aufrecht.

Das Herzogtum wurde 1500 Teil des Niedersächsischen Reichskreises. 

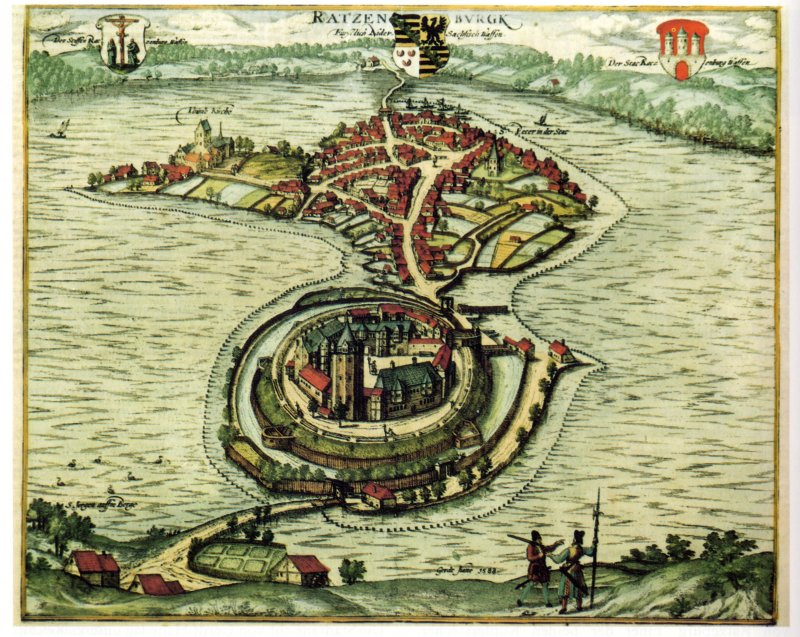
Das Ratzeburger Schloss 1588 mit der dahinter liegenden Stadtinsel samt Dombezirk

1525 begann die Reformation im Land Hadeln; die Hadler Kirchenordnung wurde 1526 durch Herzog Magnus I. bestätigt und die Hadler Landeskirche gegründet. Es kam 1531 zu einer schleichenden Reformation im eigentlichen Herzogtum, sie wurde seitens der Herzöge nicht gefördert. 1554 wurde der letzte Ratzeburger Bischof (Bistum Ratzeburg) Protestant.
Herzog Franz II. heiratete 1582 die Herzogin Marie von Braunschweig und Lüneburg (1566–1626).
1585 kam es zur Ewigen Union der Ritter- und Landschaft. Permanenter Tagungsort dieser Ständevertretung war Büchen.
Durch einen Erlass der Niedersächsischen Kirchenordnung durch Herzog Franz II. wurde 1585 die Lauenburgische Landeskirche mit Konsistorium und Generalsuperintendentur des Herzogtums Sachsen-Lauenburg gegründet.
1618 begann der Dreißigjährige Krieg. Herzog August hatte seine zahlreichen jüngeren Halbbrüder abzufinden, was das Herzogtum neben den schweren Kriegskontributionen verarmen ließ. Der Dreißigjährige Krieg endete 1648.
1656 starb Herzog August. Ihm folgte sein zum Katholizismus konvertierter Halbbruder Julius Heinrich, der als kaiserlicher Feldmarschall und Freund Wallensteins großen Besitz in Böhmen erworben hatte, darunter 1623 die Herrschaft Schlackenwerth. Zwar residierte der Herzog jetzt kaum noch im Herzogtum, doch aufgrund seiner hohen böhmischen Einnahmen konnten die finanziellen Probleme aus den Kriegszeiten überwunden werden. Ihm folgte 1665 sein Sohn Julius Franz. 1683 wurde Mölln aus der Pfandherrschaft Lübecks ausgelöst.

Mit dem Tod des Herzogs Julius Franz (1689) starben die Askanier in Sachsen-Lauenburg aus. Obwohl Julius Franz zwei Töchter hinterließ und es im Herzogtum die weibliche Nachfolge gab, entbrannte ein Machtkampf um das Erbe zwischen Dänemark (Holstein), Mecklenburg und dem Fürstentum Calenberg (Teilfürstentum des Herzogtums Braunschweig-Lüneburg), wobei sich Letzteres trotz dänischer Belagerung und teilweiser Zerstörung Ratzeburgs im Hamburger Vergleich (1693) durchsetzen konnte und das Herzogtum Lauenburg mit dem Fürstentum Calenberg in Personalunion verband. Die Töchter Franziska Sibylla Augusta und Anna Maria Franziska gingen leer aus, zogen sich auf ihre böhmischen Besitzungen Schloss Schlackenwerth und Schloss Reichsstadt zurück und kämpften zeit ihres Lebens vergeblich um die Anerkennung ihrer Rechte auf das Herzogtum oder zumindest den Lauenburger Allodialbesitz.

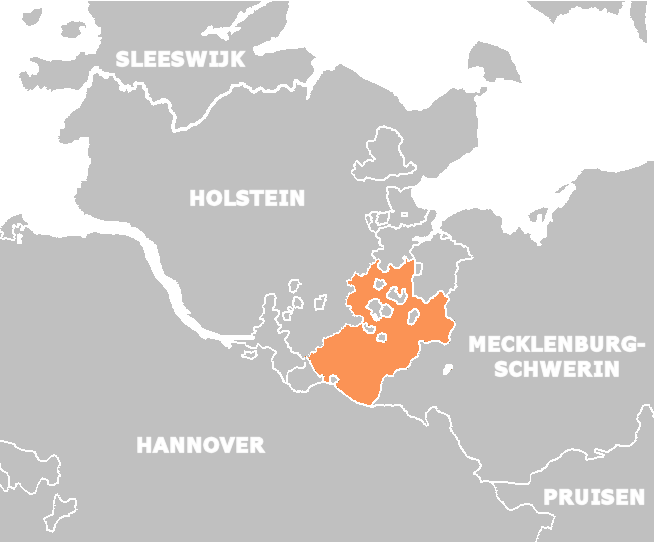
Sachsen-Lauenburg seit dem Vergleich zwischen Lübeck und Kurhannover (1747)

### Die „hannoversche“ Zeit (1689–1803)
Das Fürstentum Calenberg erhielt 1692 die Kurwürde und nannte sich fortan Kurfürstentum Braunschweig-Lüneburg, umgangssprachlich „Kurhannover“. Georg Wilhelm von Braunschweig-Lüneburg baute Ratzeburg im Jahre 1693 zur Festung aus. Dänemark empfand dies als Provokation und begann mit der Belagerung und Beschießung von Ratzeburg, das dabei völlig zerstört wurde. Georg Wilhelm verpflichtete sich im Hamburger Vergleich, die Festung zu schleifen, konnte aber das Herzogtum behaupten.
1714 wurde Kurfürst Georg I. Ludwig als Georg I. König von Großbritannien.
Das Land Hadeln (siehe Geschichte von Hadeln und Wursten), das seit 1689 unter kaiserlicher Verwaltung stand, kam 1731 unmittelbar an das Kurfürstentum Hannover und ging damit dem Herzogtum endgültig verloren.
1740 endete die Münzprägung für Lauenburg mit der Prägung von Halben Dreilingen (halbe Dreipfennigmünzen, also 1½ Pfennige) aus Kupfer. Die Wappenseiten dieser und der vorangegangenen Münzen trugen auf der Wappenseite das Sachsenross.

Zahlreiche an Lübeck verpfändete Dörfer konnten 1747 wieder ausgelöst werden. 

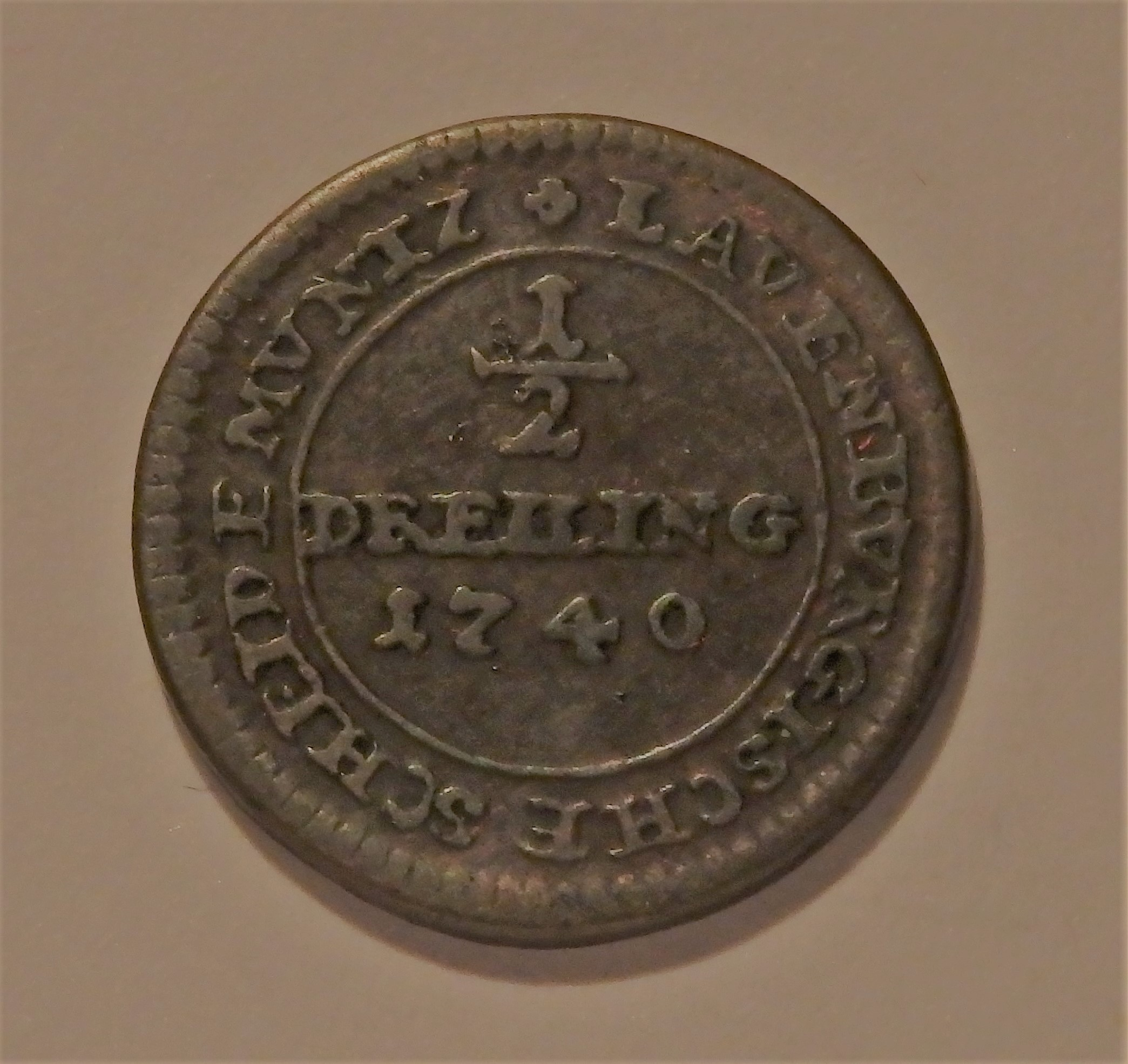
Lauenburger Dreiling aus dem Jahr 1740

### Franzosenzeit(1803–1815)
Im Jahre 1803 besetzten französische Truppen das Herzogtum – damit endete die Verbindung mit Hannover. 1805 fiel das Territorium vorübergehend an Preußen und es kam 1806 erneut zur französischen Besatzung. Sachsen-Lauenburg wurde am 1. März 1810 Teil des von Napoleon geschaffenen Königreichs Westphalen. Am 13. Dezember wurde das Herzogtum mit weiteren Teilen Westphalens und Lübeck in das französische Kaiserreich eingegliedert.

### Dänische Zeit (1815–1864)

Wappen des Herzogtums Lauenburg ab 1867 mit den Farben der Hohenzollern (schwarz und weiß)

Flagge des Herzogtums Lauenburg

Das auf dem Wiener Kongress neu errichtete Königreich Hannover überließ am 29. Mai 1815 das Herzogtum Lauenburg „rechts der Elbe“ Preußen, behielt aber die linkselbische Elbmarschvogtei und erhielt das Amt Neuhaus wenig später zurück. Schon am 4. Juni tauschte Preußen seine Erwerbung gegen das erst 1814 dänisch gewordene Schwedisch-Vorpommern. Lauenburg wurde in Personalunion mit dem Königreich Dänemark verbunden.
Das Herzogtum Sachsen-Lauenburg kann als eigenständiges Mitglied des Deutschen Bundes betrachtet werden. Auf der Bundesversammlung am 5. November 1816 ließ der dänische König, der gleichzeitig Herzog von Holstein war, erklären, dass er das Herzogtum Lauenburg weiterhin als ein eigenes deutsches Herzogtum und damit als eigenständiges Glied des Deutschen Bund betrachte. Die Stimmabgabe im Deutschen Bund sollte für beide Herzogtümer gelten, eine zusätzliche Stimme wurde nicht gefordert.
In Folge der Schleswig-Holsteinischen Erhebung wurde 1848 mit der Landesversammlung ein demokratisch gewähltes Parlament eingesetzt und im Mai 1849 das Grundgesetz für das Herzogthum Lauenburg eingeführt. Beides wurde abgeschafft, nachdem Dänemark 1851/52 die volle Kontrolle über die Herzogtümer zurückgewonnen hatte.

### Kondominium, Personalunion mit Preußen und Auflösung (1864–1876)
Nach der Niederlage Dänemarks im Deutsch-Dänischen Krieg fielen Lauenburg, Schleswig und Holstein aufgrund des Wiener Friedens am 30. Oktober 1864 unter gemeinsame Herrschaft Preußens und Österreichs.
Am 14. August 1865 kam es zur Gasteiner Konvention. Österreich trat seine Rechte an Lauenburg gegen eine finanzielle Abfindung an Preußen ab.
Am 26. September 1865 huldigten die lauenburgischen Stände in der Ratzeburger St.-Petri-Kirche dem persönlich anwesenden König Wilhelm I. als ihrem Herzog. Das Herzogtum war damit mit der preußischen Monarchie in Personalunion verbunden. Der preußische Ministerpräsident Otto von Bismarck wurde zum „Minister für Lauenburg“ ernannt.
1871 überließ der Landesherr etwa fünf Siebtel des Domaniums dem neuen Lauenburgischen Landeskommunalverband, die übrigen zwei Siebtel (inkl. Sachsenwald) erhielt der zum Fürsten ernannte Otto von Bismarck als Dotation für seine Verdienste. Er war als lauenburgischer Grundeigentümer damit Mitglied der Lauenburgischen Ritter- und Landschaft und konnte auf diese Weise bei den Verhandlungen mit Preußen zahlreiche Rechte für die Lauenburger bewahren. Die Aufhebung der Grundherrschaft erfolgte 1872.
Mit der Eingliederung des Herzogtums als Kreis Herzogtum Lauenburg in die preußische Provinz Schleswig-Holstein endete 1876 die Geschichte des Herzogtums. Der neue Kreis konnte bei seiner Eingliederung aufgrund der Unterstützung Bismarcks einige Sonderrechte bewahren. So blieb zum Beispiel der vormals herzogliche Land- und Waldbesitz Vermögen des Landeskommunalverbandes und ging nicht in preußisches Staatsvermögen über.

## Verwaltungsgliederung
Die Verwaltung des Herzogtums Sachsen-Lauenburg auf unterer Ebene wurde durch die drei Städte Ratzeburg, Lauenburg und Mölln, die vier Ämter Ratzeburg, Lauenburg, Schwarzenbek und Steinhorst sowie adelige Güter vorgenommen.
Verwaltungsgliederung mit Einwohnerzahl 1871:
| Stadt        | Einwohner |
| ------------ | --------- |
| Lauenburg    | 1.110     |
| Mölln        | 3.942     |
| Ratzeburg    | 1.989     |
| Amt          | Einwohner |
| Lauenburg    | 40.3060   |
| Ratzeburg    | 40.3060   |
| Schwarzenbek | 40.3060   |
| Steinhorst   | 40.3060   |

## Die Herzöge von Sachsen-Lauenburg

### Askanier(1296–1689)
- Johann II., 1296–1305 (gemeinschaftliche Regierung)
- Albrecht III., 1296–1305 (gemeinschaftliche Regierung)
- Erich I., 1296–1305 (gemeinschaftliche Regierung)

1305 Teilung in die Bergedorf-Möllner und die Ratzeburg-Lauenburger Linie
Bergedorf-Möllner-Linie (1305–1401)
- Johann II., 1305–1321
- Albrecht IV., 1321–1343
- Johann III., 1343–1356
- Albrecht V., 1356–1370
- Erich III., 1370–1401

1401 an die Ratzeburg-Lauenburger Linie
Ratzeburg-Lauenburger Linie (1305–1401)
- Albrecht III., 1305–1308 (gemeinschaftliche Regierung)
- Erich I., 1305–1361 (bis 1308 gemeinschaftliche Regierung)
- Erich II., 1361–1368
- Erich IV., 1368–1401

1401 Vereinigung mit der Bergedorf-Möllner-Linie
Sachsen-Lauenburg (1401–1689)
- Erich IV., 1401–1411
- Erich V., 1411–1436
- Bernhard II., 1436–1463
- Johann IV., 1463–1507
- Magnus, 1507–1543
- Franz I., 1543–1581
- Franz II., 1581–1619
- August, 1619–1656
- Julius Heinrich, 1656–1665
- Franz Erdmann, 1665–1666
- Julius Franz, 1666–1689

### Welfen(1689–1803)
Haus Braunschweig-Celle (1689–1705)
- Georg Wilhelm, 1689–1705 (Herzog von Braunschweig-Lüneburg)

Haus Hannover (1705–1803)
- Georg I. Ludwig, 1705–1727 (Kurfürst von Braunschweig-Lüneburg, ab 1714 als Georg I. König von Großbritannien)
- Georg II., 1727–1760 (König von Großbritannien und Kurfürst von Braunschweig-Lüneburg)
- Georg III., 1760–1803 (König von Großbritannien und Kurfürst von Braunschweig-Lüneburg)

französisch besetzt, 1803–1805
an Preußen, 1805–1806
französisch besetzt, 1806–1810
zum Königreich Westphalen, 1810
zum französischen Kaiserreich, 1810–1814

## Die Herzöge von Lauenburg

### Oldenburger(1814–1864)
- Friedrich I., 1814–1839 (als Friedrich VI. König von Dänemark)
- Christian I., 1839–1848 (als Christian VIII. König von Dänemark)
- Friedrich II., 1848–1863 (als Friedrich VII. König von Dänemark)
- Christian II., 1863–1864 (als Christian IX. König von Dänemark)

In der Schleswig-Holsteinischen Erhebung setzte das revolutionäre Deutsche Reich 1849 Heinrich von Wintzingerode als Reichskommissar im Herzogtum ein.

### Haus Hohenzollern(1865–1876)
- Wilhelm I., 1865–1876 (König von Preußen 1861–1888, Deutscher Kaiser 1871–1888)
- Otto von Bismarck, von Wilhelm II. bei seiner Entlassung als Reichskanzler verliehen. Bismarck lehnte das Führen des Titels jedoch ab.[11]

## Weitere Personen
- Rudolf Maximilian von Sachsen-Lauenburg (1596–1647), Obrist im Dreißigjährigen Krieg
- Sophie von Sachsen-Lauenburg (1521–1571) (1521–1571), Prinzessin von Sachsen-Lauenburg und Gräfin von Oldenburg